# باز غاردنر
باز غاردنر (بالإنجليزية: Buzz Gardner)‏ هو بواق وموسيقي أمريكي، ولد في 1931 في كليفلاند في الولايات المتحدة، وتوفي في 1 فبراير 2004.

## وصلات خارجية
- باز غاردنر على موقع IMDb (الإنجليزية)
- باز غاردنر على موقع ميوزك برينز (الإنجليزية)
- باز غاردنر على موقع ديسكوغز (الإنجليزية)